# アマド・V・ヘルナンデス
アマド・ベラ・ヘルナンデス(Amado Vera Hernández、1903年9月13日 - 1970年3月24日)は、フィリピンの作家、詩人、ジャーナリスト。タガログ語を用いた。

## 経歴・人物
マニラ市のトンド生まれ。10代でタガログ語新聞『マブハイ』の記者となり、コラムや記事を執筆。1922年、19歳で大学を中退し、執筆に専念。後に『マブハイ』の編集長となっている。彼の文章はタガログ語文人の間で話題となり、それをきっかけとして彼の小説や詩といった文芸作品も、いくつかのアンソロジーに収められていった。1932年にはフィリピン人女優と結婚。
主著に、叙事詩『自由の地 (Bayang Malaya )』、小説『鰐の涙 (Luha Ng Buwaya )』、『猛禽 (Mga Ibong Mandaragit )』等があり、パランカ賞などフィリピンで権威あるとされる文芸賞のほとんどすべてを受賞している。常に貧しい一般大衆の姿を描いた。

## 労働運動指導者として
第二次大戦中は抗日ゲリラとして、戦後はフィリピン労働団体CLOの委員長として活躍。1951年、キリーノ・クリスティアーニ政権のフクバラハップ弾圧政策で投獄、共産主義を幇助したとして、モンテンルパ刑務所に5年間拘留された。6年後無罪の判決を得、再び反帝国主義、反戦運動を指導、1967年ベトナム反戦国際裁判に出席。

## 主な作品

### 小説
彼の社会的·政治的な小説は、ゲリラとして、労働組合幹部として、政治的な拘禁者としての経験に基づいていた。
- Mga Ibong Mandaragit (Birds of Prey),1960
- Luha Ng Buwaya (Crocodile's Tears), 1962

### 詩
- Bayang Malaya,1955
- Isang Dipang Langit (A Stretch of Heaven)
- Panata sa Kalayaan (Oath to Freedom)
- Ang Dalaw (The Visit)
- Bartolina (Solitary Confinement)
- Kung Tuyo Na ang Luha Mo Aking Bayan (When Your Tears Dry Up, My Country)
- Honorable Absente

### 芝居
彼の芝居脚本は、ほとんどが刑務所での経験に基づいている。
- Muntinglupa, 1957
- Hagdan sa Bahaghari (Stairway to the Rainbow), 1958
- Ang Mga Kagalang-galang (The Venerables), 1959
- Magkabilang Mukha ng Isang Bagol (Two Sides of A Coin), 1960

### エッセイ
- Si Atang at ang Dulaan (Atang and the Theater)
- Si Jose Corazon de Jesus at ang Ating Panulaan (Jose Corazon de Jesus and Our Poetry)

## 日本語訳作品

### 短編小説
- 「ミルクの中のはえ (Langaw sa Isang Basong Gatas 」(寺見元恵/訳) - 『フィリピン短編小説珠玉選〈1〉』(井村文化事業社、1978年11月20日)所収
- 「レチョンの頭 (Isang Ulo ng Litson)」(寺見元恵/訳) - 『フィリピン短編小説珠玉選〈1〉』(同上)所収

### 長編小説
- 『鰐の涙 (Luha ng buwaya) 』(蜂谷純子/訳、大同生命国際文化基金、1997年3月)